# A. J. Buckley
Alan John "A. J." Buckley (Dublin, 1977. február 9. –) ír születésű kanadai színész.
A CSI: New York-i helyszínelők (2005–2013) című sorozatban Adam Ross labortechnikust alakította, majd feltűnt az Odaát (2006–2014) epizódjaiban is. 2017-től a SEAL Team főszereplője. 
Filmjei közé tartozik az Otthon, édes pokol (2015) és a Dínó tesó (2015), utóbbiban a hangját kölcsönözte.

## Élete és pályafutása
Az írországi Dublinban született. 1984-ben, hat éves korában 1984-ben szüleivel Kanadába költöztek. Itt a St. Thomas More Collegiate elnevezésű magániskolába járt. Los Angelesben él és egy zenekar dobosa. Van egy saját, Fourfront Productions nevű vállalata.[forrás?]

## Filmográfia

### Film
| Év   | Magyar cím                                              | Eredeti cím                     | Szerep                   | Magyar hang    |
| ---- | ------------------------------------------------------- | ------------------------------- | ------------------------ | -------------- |
| 1998 | Kísérleti patkányok                                     | Disturbing Behavior             | Charles "Chug" Roman     | Hamvas Dániel  |
| 1999 | Aki becsapta a halált                                   | Convergence                     | Stanley Kobus            |                |
| 2000 | Veszélyes körök                                         | The In Crowd                    | Wayne                    |                |
| 2001 | A sivatag vámpírjai                                     | The Forsaken                    | Mike                     |                |
| 2001 |                                                         | XCU: Extreme Close Up           | Terrance 'T-Bone' Tucker |                |
| 2001 | Hé, haver, nyomjuk a verdát!                            | Extreme Days                    | Will Davidson            |                |
| 2002 |                                                         | Scream at the Sound of the Beep | Peter                    |                |
| 2002 |                                                         | 10:30 Check-Out (rövidfilm)     | Alex                     |                |
| 2002 | A kék autó                                              | Blue Car                        | Pat                      |                |
| 2002 | Veszélyes kívánságok                                    | Wishcraft                       | Howie                    | Simonyi Balázs |
| 2002 | 100 nő                                                  | Girl Fever                      | Jesse                    |                |
| 2002 | Éjvadász                                                | Nightstalker                    | Somo                     |                |
| 2004 | Az ellenség karmaiban                                   | In Enemy Hands                  | orvos                    |                |
| 2004 | Szobatársak – Addig nyújtózkodj, amíg az albérlőd tart! | Wild Roomies                    | Reno Rizzolla            |                |
| 2006 |                                                         | Jimmy and Judy                  | Buddy                    |                |
| 2006 | Mit műveltél?                                           | You Did What?                   | Greg Porter              | Hamvas Dániel  |
| 2006 | Táncoló talpak                                          | Happy Feet                      | további hangok           |                |
| 2006 | Emelt fővel: Visszavágó                                 | Walking Tall: The Payback       | Harvey Morris            |                |
| 2007 |                                                         | The Last Sin Eater              | Angor Forbes             |                |
| 2007 |                                                         | The Box                         | Danny Schamus            |                |
| 2010 |                                                         | Skateland                       | Teddy Tullos             |                |
| 2010 | Kedves Mikulás                                          | Christmas Mail                  | Matt Sanders             | Simonyi Balázs |
| 2015 | Otthon, édes pokol                                      | Home Sweet Hell                 | Murphy                   | Nagypál Gábor  |
| 2015 | Dínó tesó                                               | The Good Dinosaur               | Nash (hangja)            | Szatory Dávid  |

### Televízió
| Év        | Magyar cím                           | Eredeti cím                    | Szerep                                               | Megjegyzések                                                     |
| --------- | ------------------------------------ | ------------------------------ | ---------------------------------------------------- | ---------------------------------------------------------------- |
| 1994      | Hová tűnt Vonnie?                    | The Disappearance of Vonnie    | Robbie                                               | tévéfilm                                                         |
| 1995      |                                      | Are You Afraid of the Dark?    | Lonnie                                               | 1 epizód                                                         |
| 1996      | X-akták                              | The X-Files                    | srác                                                 | - 1 epizód (Gyilkos csótányok) - magyar hangja: - Németh Kristóf |
| 1997      | Millennium                           | Millennium                     | Josh Comstock                                        | 1 epizód                                                         |
| 1997      |                                      | North of 60                    | Ricky                                                | 1 epizód                                                         |
| 1998      |                                      | Night Man                      | parancsnok                                           | 1 epizód                                                         |
| 1999      | Kell egy csapat                      | In a Class of His Own          | Jake Matteson                                        | tévéfilm                                                         |
| 2000      | New York rendőrei                    | NYPD Blue                      | Roger Lundquist                                      | 1 epizód                                                         |
| 2001      | Jack és Jill                         | Jack & Jill                    | Mitch                                                | 1 epizód                                                         |
| 2001      | Száguldj, csajszi!                   | Motocrossed                    | Jimmy Bottles                                        | tévéfilm                                                         |
| 2001      |                                      | Murphy's Dozen                 | Sean Murphy                                          | tévéfilm                                                         |
| 2002      | Hetedik érzék                        | Haunted                        | Brian Hewitt                                         | 1 epizód                                                         |
| 2003      | Nyomtalanul                          | Without a Trace                | Richie Dobson                                        | 1 epizód                                                         |
| 2003      | A körzet                             | The District                   | Gaines                                               | 1 epizód                                                         |
| 2003      | Vészjelek                            | Silent Warnings                | Layne Vossimer                                       | - tévéfilm - magyar hangja: - Bozsó Péter - Moser Károly         |
| 2004      | CSI: A helyszínelők                  | CSI: Crime Scene Investigation | Ted Martin                                           | 1 epizód                                                         |
| 2004      | A gyűjtő                             | The Collector                  | Ördög / Bill Diggs                                   | 1 epizód                                                         |
| 2005      | Bosszúálló ragadozó                  | Manticore                      | Sulley közlegény                                     | tévéfilm                                                         |
| 2005      | Kövér színésznő                      | Fat Actress                    | McG dublőre                                          | - 1 epizód - magyar hangja: - Czető Roland                       |
| 2005–2013 | CSI: New York-i helyszínelők         | CSI: NY                        | Adam Ross                                            | 141 epizód                                                       |
| 2006–2014 | Odaát                                | Supernatural                   | Ed Zeddmore                                          | 5 epizód                                                         |
| 2007      | Törtetők                             | Entourage                      | Dave                                                 | 1 epizód                                                         |
| 2007      | Dr. Csont                            | Bones                          | Dan                                                  | 1 epizód                                                         |
| 2008      | X-Men – Az újrakezdés                | Wolverine and the X-Men        | Varangy / Mortimer Toynbee (hangja)                  | 4 epizód                                                         |
| 2009      |                                      | The Super Hero Squad Show      | Varangy / Melter / Klaw / Batroc the Leaper (hangja) | 4 epizód                                                         |
| 2011      | Végzetes jóslat                      | Doomsday Prophecy              | Eric Fox                                             | - tévéfilm - magyar hangja: - Papp Dániel                        |
| 2012      | Elit egység                          | Flashpoint                     | Harold Beamer                                        | 1 epizód                                                         |
| 2012–2015 | Tini Nindzsa Teknőcök                | Teenage Mutant Ninja Turtles   | Galamb Pete (hangja)                                 | 4 epizód                                                         |
| 2013      |                                      | Longmire                       | Keith Dixon                                          | 1 epizód                                                         |
| 2014      | A törvény embere                     | Justified                      | Danny Crowe                                          | 9 epizód                                                         |
| 2014      | Doyle Köztársaság – Ketten bevetésen | Republic of Doyle              | Alex Marshall                                        | 1 epizód                                                         |
| 2015      | A mentalista                         | The Mentalist                  | Aaron "Ace" Brunell                                  | 1 epizód                                                         |
| 2015      |                                      | Murder in the First            | Marty 'Junior' Mulligan                              | főszereplő (2. évad)                                             |
| 2015      | Narcos                               | Narcos                         | Kevin Brady                                          | 1 epizód                                                         |
| 2015      | Zsaruvér                             | Blue Bloods                    | Mulvey őrmester                                      | 1 epizód                                                         |
| 2015      | Hawaii Five-0                        | Hawaii Five-0                  | Julius Brennan                                       | 1 epizód                                                         |
| 2017      |                                      | Pure                           | Bronco Novak nyomozó                                 | főszereplő (1. évad)                                             |
| 2017–2024 | SEAL Team                            | SEAL Team                      | Sonny Quinn                                          | - főszereplő - magyar hangja: - Maday Gábor                      |